# Zadworze (rejon mostowski)
Zadworze (biał. Задвор’е; ros. Задворье) – wieś na Białorusi, w obwodzie grodzieńskim, w rejonie mostowskim, w sielsowiecie Kuryłowicze.
W dwudziestoleciu międzywojennym leżały w Polsce, w województwie nowogródzkim, w powiecie słonimskim, w gminie Kuryłowicze.